# 林檎と檸檬〜村下孝蔵ベストセレクション
『林檎と檸檬〜村下孝蔵ベストセレクション』（りんごとれもん むらしたこうぞうベストセレクション）は、村下孝蔵がデビュー15周年を記念して1995年にリリースしたベスト・アルバム。

## 解説
1980年にデビューした村下孝蔵のアルバム『汽笛が聞こえる街』、シングル「ゆうこ」からアルバム『愛されるために』、シングル「つれてって」までの16曲が収録された入門書的ベスト・アルバム。

## 制作
新たにオリジナルマスターテープを基に制作されたが、マスターのヒスノイズ低減のため「エンファシス」（アナログカセットでいうドルビーNRと同様の技術）を施したマスタリングが為されたため、高域が強調され音量は低くなっている。

## 収録曲
- 作詞・作曲：村下孝蔵
  1. 踊り子 （LP バージョン）
  2. かざぐるま
  3. 少女
  4. 初恋
  5. 夢のつづき
  6. ゆうこ
  7. 春雨
  8. ソネット
  9. フリーキック
  10. アキナ
  11. 禁じられた遊び
  12. いいなずけ
  13. りんごでもいっしょに
  14. 陽だまり
  15. 松山行きフェリー
  16. 丘の上から